# Phare de Savudrija
Le phare de Savudrija (en croate : Svjetionik Rt Savudrija) est un feu actif situé à proximité de la localité de Savudrija (municipalité d'Umag) dans le Comitat d'Istrie en Croatie. Le phare est exploité par la société d'État Plovput .

## Histoire
Le phare est localisé à l'extrémité nord de la péninsule d'Istrie, près de la frontière slovène qui se trouve à l'extrémité sud du golfe de Trieste. Également connu sous le nom de phare du Cap Savudrija (aussi appelé en italien Punta Salvore avant la Seconde Guerre mondiale), la lumière était communément appelée le phare de Punta Salvore.
Achevé en 1818, c'est la plus ancienne lumière opérationnelle de l'Adriatique. Alors que le phare italien de Barletta, connu sous le nom de Faro Napoléon, est considéré comme ayant été construit plus tôt en 1807, il fut ensuite désactivé et remplacé par un phare de brise-lames en 1959.
Conçue par l'architecte Pietro Nobile, la construction débuta en mars 1817 et fut financée par une émission d'actions par la Chambre de commerce de Trieste, qui avait activement promu le besoin d'un phare pour aider à la navigation vers le port de Trieste. Il a également été parrainé par l'empereur François Ier d'Autriche, qui était présent lorsque le phare a été inauguré en avril 1818.
La pierre locale a été utilisée pour construire la tour de 19 m, qui supportait une double galerie et une lanterne grise. Les bâtiments comprenant une maison de gardien principal de deux étages et d'autres bâtiments de plain-pied furent ajoutés plus tard en 1821. La hauteur de la tour fut ensuite augmentée de 10 m à la fin du 19e siècle.
En 2007, le phare de Savudrija a été représenté sur une série de timbres commémoratifs par le service postal croate Hrvatska pošta.
Au départ, il était éclairé au gaz de houille, le premier phare conçu et exploité de cette manière. Bien que largement connu comme un succès, les problèmes survenus en cours fient qu'il a été rapidement remplacé par un système alimenté au pétrole.
Bien que la lumière soit automatisée par un système de contrôle à distance, les gardiens de phare aident à sécuriser et entretenir le site. Depuis 2000, des chambres dans le phare sont également disponibles à la location en tant que logement de vacances.
Il possède un Système d'identification automatique pour la navigation maritime.

## Description
Le phare  est une tour cylindrique en pierre de 29 m de haut, avec une double galerie et lanterne, centrée sur une maison de gardien. La tour est couleur pierre naturelle et le dôme de la lanterne est gris. Il émet, à une hauteur focale de 36 m, trois éclats blancs et rouge, selon direction, toutes les 15 secondes. Sa portée est de 30 milles nautiques (environ 56 km) pour le feu principal et 12 milles nautiques (environ 22 km) pour le feu de veille.
Il est équipé d'une corne de brume émettant deux signaux par période de 42 (4+4/4+30) secondes audibles jusqu'à 2 milles nautiques (environ 3.7 km)
Identifiant : ARLHS : CRO134 - Amirauté : E2642 - NGA : 11868 .

## Caractéristiques dufeu maritime
Fréquence :
- Lumière : 15 (0.5+3.2/0.5+3.3/0,5+7) secondes (W-W-W)

|           |
| Savudrija |

|          |
| Le phare |

|                  |
| Comitat d'Istrie |

### Lien connexe
- Liste des phares de Croatie